# The Magic of the Wizard’s Dream
The Magic of the Wizard’s Dream (ang. Magia Snu Czarodzieja) – singel wydany przez Rhapsody w 2005 roku. Jest to ich trzeci singel. Główną atrakcją single'a jest tytułowy utwór, który został nagrany wraz z Christopherem Lee w czterech wersjach językowych: angielskiej, włoskiej, francuskiej i niemieckiej.

## Lista utworów
1. "The Magic Of The Wizard’s Dream (English version)" - 3:42
2. "The Magic Of The Wizard’s Dream (Italian version)" - 3:41
3. "The Magic Of The Wizard’s Dream (French version)" - 3:41
4. "The Magic Of The Wizard’s Dream (German version)" - 3:37
5. "The Magic Of The Wizard’s Dream (Orchestral version)" - 3:41
6. "The Magic Of The Wizard’s Dream (Album version)" - 4:26
7. "Autumn Twilight" - 3:35
8. "Lo specchio d'argento" - 4:15 (utwór śpiewany w języku włoskim)

## Twórcy
- Fabio Lione – wokal
- Luca Turilli - elektryczna, akustyczna i klasyczna gitara
- Alex Staropoli - klawisze
- Alessandro Lotta - bas
- Alex Holzwarth – perkusja
- Christopher Lee – wokal w utworze The Magic Of The Wizard’s Dream z wyłączeniem wersji albumowej